# Домб-Великий
Домб-Великий (пол. Dąb Wielki, нім. Groß Dembe) — село в Польщі, у гміні Влоцлавек Влоцлавського повіту Куявсько-Поморського воєводства.
У 1975-1998 роках село належало до Влоцлавського воєводства.